# Tracy Chapman (álbum)
Tracy Chapman es el nombre del álbum debut de la cantante y compositora estadounidense Tracy Chapman. Fue lanzado al mercado por Elektra Records el 5 de abril de 1988, es la producción más exitosa de su carrera por lo cual recibió 3 premios Grammy, ha vendido más de 19,5 millones de unidades en el mundo.

## Descripción
El álbum fue muy bien calificado por la crítica, y causó un gran impacto mundial ya que dio inicio a que un movimiento de cantautoras femeninas incursionaran en la escena musical, entre las cuales se destacan Sarah McLachlan y también, Tori Amos. Aunque la canción "Fast Car" fue un gran éxito a nivel global, Chapman jamás volvería a repetirlo.
Tracy fue galardonada en 1989 con el premio Grammy al "Mejor álbum de Folk Contemporáneo" y a la "Mejor Interpretación de Pop Femenino" por "Fast Car".
En 1989, la distinguida revista Rolling Stone, clasificó el álbum en el puesto #10 en la lista de "Los 100 álbumes más exitosos de los años 80s". En 2003, ocupó el puesto #261 en la lista de "Los 500 álbumes más exitosos de la historia". También Tracy Chapman es el álbum número #74 más exitoso del planeta.

## Lista de canciones
1. "Talkin' Bout a Revolution" – 2:42
2. "Fast Car" – 4:58
3. "Across the Lines" – 3:27
4. "Behind the Wall" – 1:53
5. "Baby Can I Hold You" – 3:16
6. "Mountains o' Things" – 4:42
7. "She's Got Her Ticket" – 3:58
8. "Why?" – 2:08
9. "For My Lover" – 3:15
10. "If Not Now..." – 3:04
11. "For You" – 3:13

## Lista de éxitos
| Año  | Listas                           | Posición |
| ---- | -------------------------------- | -------- |
| 1988 | The Billboard 200                | 1        |
| 1988 | Billboard Top R&B/Hip-Hop Albums | 29       |
| 1988 | Album Chart                      | 2        |